# Naturally
«Naturally» (укр. Природно) — пісня американського музичного гурту Selena Gomez & the Scene (на чолі з Селеною Гомес). Спочатку з'явилася на світ на їх дебютному альбомі 2009 року Kiss & Tell, а в 2010 році була в США та деяких інших країнах видана окремим синглом. Вона була випущена під лейблом Hollywood Records, як другий сингл альбому в Сполучених Штатах і деяких інших країнах. Пісня була спродюсована Антоніною Армато і Тімом Джеймсом, які написали пісню разом з Деврімом Караоглу. Музично, «Naturally» це ритмічна поп-пісня, яка спирається на електропоп і денс-поп стилі. У словах пісні говориться про відносини, в яких почуття не примусові, а головна героїня співає про своє щастя. Пісня офіційно потрапила у США на мейнстрім радіо 19 січня 2010 року і була випущена фізично в багатьох європейських країнах пізніше.
«Naturally» отримала в цілому позитивні відгуки, критики доповнили, що відчуваються електро і клубні настрої. Пісня потрапила в топ-десять у Великій Британії, Словаччині, Угорщині та Ірландії, і досягла свого піку в топ-двадцять в багатьох інших країнах. Як перша пісня гурту, що міцно закріпилася на радіо в США, трек досяг 29 позиції на чарті Billboard Hot 100, дванадцятої - на Pop Songs chart, і він досяг вершини на Hot Dance Club Play chart. Пізніше він став платиновим у Сполучених Штатах за RIAA і в Канаді за CRIA.  Пісню супроводжує музичне відео, на якому показано Гомес у кількох різних образах і стилях перед фоном. Гурт Selena Gomez & the Scene виконував пісню багато разів, в тому числі на шоу Dick Clark's New Year's Rockin' Eve with Ryan Seacrest, на інших телевізійних шоу і живих виступах. Пісня зайняла вісімдесят четверте місце в списку About.com «100 кращих поп-пісень 2010 року».

## Композиція і текст
«Naturally» це електропоп і денс-поп пісня, яка походить від стилю Hi-NRG, а також включає диско-ритми. Гомес описала пісню як «легка», «енергійна» і «солодка». Пісня встановлюється в загальний час, і має електро-поп темп 132 удари в хвилину. За словами Кріса Райана з MTV News пісня під впливом Кайлі Міноуг. Згідно з CBBC, пісня лірично про зустріч з кимось, кому комфортно в своїй власній шкурі, і про те, що головна героїня співає, як вони щасливі разом. Текст пісні також заявляє, що все у відносинах настає «Природно». В інтерв'ю для Digital Spy, Гомес каже, що пісня ця про «двох людей, які мають зв'язок один з одним, так що вони насправді не мають примушувати почуття - вони просто є». В цілому, вона сказала, що пісня це велике представлення цілого альбому.

## Прийом критиків
Білл Лемб з About.com класифікував пісню, як один серед кращих треків у Kiss & Tell.  Майкл Вуд з Billboard дав пісні позитивний огляд, заявивши, що вона «має соковитий вокальний гак і миттєво запам'ятовується». В огляді альбому, Robert Copsey з Digital Spy сказав, що пісня «електро-ударна», зазначивши, що трек був «безневинним як кільце чистоти на пальці Гомес і відмінно демонструє її відшліфований вокал». Copsey також заявив, що значні гачки, які присутні в пісні, не з'являються ні в якому іншому місці на альбомі. В одному огляді, Нік Лівайн, також з Digital Spy сказав, що трек був найбільш Дісней-афільованим синглом з клубним закликом після Майлі Сайрус «See You Again». Коментуючи, чи буде Гомес опорою в музиці, Лівайн сказав: «ще занадто рано про це говорити». Білл Лемб з About.com поставив в «Top 100 Pop Songs of 2010» «Naturally» на  вісімдесят четверте місце.

## Позиції у чартах
Після дебюту у перший тиждень на 65 місці у США в Billboard у Hot Digital Songs, святкові продажі треку згодом штовхнули пісню  на 34 місце. Ці цифрові продажі зробили пісню «гарячим дебютним пострілом» на Billboard Hot 100 під номером 39 на 9 січня 2010 року, в кінцевому підсумку пісня піднялась на 29 позицію на Hot 100 і на 18 у чарті Canadian Hot 100. За тиждень до 13 лютого 2010, завдяки впливу радіо, пісня дебютувала на 40 місці на чарті US Pop Songs chart, а також на 39 місці - на чарті  Hot Dance/Club Play Songs chart, де вона згодом досягла свого піку під номером один. Пісня стала платиновим синглом 15 липня 2010 року в Сполучених Штатах згідно з Recording Industry Association of America після досягнення мільйону в продажах. Трек став ще 4 рази  платиновим 23 липня 2014 роки завдяки продажам після виходу альбому For You. Станом на серпень 2014 року, було продано 2,006,000 копій синглу. Він також став платиновим в Канаді згідно з Canadian Recording Industry Association після продажу  у 80000 одиниць.
«Naturally» дебютував на 46 місці на чарті Australian Singles Chart і на 20 - на New Zealand Singles Chart.
У Великій Британії, «Naturally» увійшов і досяг максимуму на UK Singles Chart під номером сім. Це перший сингл зірки з каналу Disney Channel, що потрапив у топ-десять у цій країні, після синглу Гіларі Дафф «Wake Up» (2005), який також дебютував на сьомому місці. Пісня далі входила в чарти європейських країн, потрапила в топ-десять в Ірландії та Угорщині і на інші місця в чартах в Австрії, Німеччини, Бельгії та Швейцарії і деяких інших. Чарти в європейських країнах простимулювали пісню до свого піку на 19 місце на чарті European Hot 100.

## Музичне відео

Скриншот з музичного відео до пісні "Naturally", на якому зображено Гомес з учасником групи Етаном Робертсом на барвистому тлі.

Музичне відео до пісні було зняте 14 листопада 2009 року і презентоване 11 грудня цього ж року, демонструвалось з Phineas and Ferb Christmas Vacation. Спецефекти у цьому відео були більш складними, ніж у кліпі у попередньому синглі групи «Falling Down». Лідер гурту Селена Гомес заявила: "Це відео дуже відрізняється від інших моїх відеоробіт", і додала: "У ньому використано набагато більше шаленого одягу і веселих кольорів". Дві альтернативні відеоверсії були випущені для the Ralphi Rosario Remix і the Dave Audé Remix . У кліпі показано Гомес, одягнену у різні наряди, яка з'являється на чорному, червоному і рожевому фонах разом з групою і виконую пісню. Режисером музичного відео виступив Кріс Дулі. Кріс Райан з MTV News назвав Гомес "танцюючою королевою" і сказав, що вона " здається спокійною і впевненою протягом усього відео".
25 листопада 2016 року відео було видалено з аккаунту Гомес у Vevo.

## Трек-лист
- Naturally (The Remixes) EP (US)

1. «Naturally» (Original) – 3:22
2. «Naturally» (Dave Audé Club) – 7:43
3. «Naturally» (Ralphi Rosario Extended) – 9:09
4. «Naturally» (Disco Fries Extended) – 5:28

- UK iTunes single

1. «Naturally» (UK radio mix) – 3:05
2. «Naturally» (Instrumental) – 3:22

- UK Remixes EP

1. «Naturally» (Original Edit) - 3:10
2. «Naturally» (Dave Audé Club Mix) – 7:43
3. «Naturally» (Dave Audé Dub) - 7:23
4. «Naturally» (Ralphi Rosario Extended Mix) – 9:09
5. «Naturally» (Ralphi Rosario Big Dub) - 8:50
6. «Naturally» (Disco Fries Extended Mix) – 5:28
7. «Naturally» (Disco Fies Dub) - 5:51

- UK promo CD single

1. «Naturally» (UK radio mix) – 3:05

- German CD single

1. «Naturally» – 3:08
2. «Kiss & Tell» – 3:17

## Персоналії
- Вокал: Селена Гомес
- Композитори: Антоніна Армато, Тім Джеймс, Деврім Караоглу
- Продюсування: Антоніна Армато, Тім Джеймс, Деврім Караоглу
- Міксинг: Тім Джеймс, Пол Палмер

## Нагороди та номінації
| Рік  | Нагорода       | Катогорія              | Робота        | Результат |
| ---- | -------------- | ---------------------- | ------------- | --------- |
| 2011 | Vevo Certified | 100 000 000 переглядів | Музичне відео | Перемога  |

## Чарти і сертифікації

### Тижневі чарти
| Чарт (2010)                                            | Пікові позиції |
| ------------------------------------------------------ | -------------- |
| Австралія (ARIA)                                       | 46             |
| Австрія (Ö3 Austria Top 40)                            | 37             |
| Бельгія (Ultratop 50 Flanders)                         | 7              |
| Бельгія (Ultratop 50 Wallonia)                         | 10             |
| Болгарія (Bulgaria Top 20)                             | 13             |
| Канада (Canadian Hot 100)                              | 18             |
| Чилі (Chile Top 20)                                    | 7              |
| Чехія (Rádio Top 100)                                  | 39             |
| Європа (European Hot 100 Singles)                      | 19             |
| Німеччина (Official German Charts)                     | 14             |
| Угорщина (Single Top 40)                               | 4              |
| Ірландія (IRMA)                                        | 7              |
| Нова Зеландія (Recorded Music NZ)                      | 20             |
| Шотландія (Official Charts Company)                    | 5              |
| Словаччина (Rádio Top 100)                             | 2              |
| Іспанія (PROMUSICAE)                                   | 36             |
| Швеція (Sverigetopplistan)                             | 56             |
| Швейцарія (Schweizer Hitparade)                        | 54             |
| Тайвань (Taiwan Top 10)                                | 2              |
| Велика Британія - UK Singles (Official Charts Company) | 7              |
| США Billboard Hot 100                                  | 29             |
| США Dance Club Songs (Billboard)                       | 1              |
| США Dance/Mix Show Airplay (Billboard)                 | 1              |
| США Digital Songs (Billboard)                          | 12             |
| США Heatseekers Songs (Billboard)                      | 6              |
| США Radio Songs (Billboard)                            | 35             |
| США Mainstream Top 40 (Billboard)                      | 12             |

| Регіон                                                                                          | Сертифікація  | Продажі    |
| ----------------------------------------------------------------------------------------------- | ------------- | ---------- |
| Канада (Music Canada)                                                                           | Платиновий    | 80,000^    |
| США (RIAA)                                                                                      | 4× Platinum • | 2,006,000^ |
| *продажі, що базуються лише на сертифікаціях ^відвантаження, що базуються лише на сертифікаціях |               |            |

 •  З 9 травня 2013 сертифікації RIAA для цифрових синглів включають, крім завантажень, ще і потокове аудіо і/або відео на вимогу.

### Річні чарти
| Чарт (2010)                               | Поз. |
| ----------------------------------------- | ---- |
| Бельгія (Ultratop 50 Flanders)            | 53   |
| Бельгія (Ultratop 50 Wallonia)            | 70   |
| Канада (Canadian Hot 100)                 | 89   |
| Німеччина (Media Control Charts)          | 129  |
| Велика Британія (Official Charts Company) | 160  |
| США (Billboard Hot 100)                   | 77   |
| США (Billboard Hot Dance Club Songs)      | 27   |

## Історія релізів
| Регіон          | Дата            | Формат           | Версія               |
| --------------- | --------------- | ---------------- | -------------------- |
| США             | 1 лютого 2010   | Digital download | Disco Fries remix    |
| Австралія       | 2 лютого 2010   | Digital download | Disco Fries remix    |
| Бельгія         | 26 лютого 2010  | Digital download | Radio edit           |
| Бельгія         | 19 березня 2010 | Digital download | EP                   |
| Бельгія         | 19 березня 2010 | Digital download | Album version/B-side |
| Ірландія        | 8 квітня 2010   | Digital download | Radio edit           |
| Ірландія        | 8 квітня 2010   | Digital download | EP                   |
| Велика Британія | 8 квітня 2010   | Digital download | Album version        |
| Велика Британія | 8 квітня 2010   | Digital download | EP                   |
| Німеччина       | 9 квітня 2010   | CD single        | Radio edit           |